# Оловна бомба
Оловна бомба – измервателно устройство за еднократно използване за определяне на работоспособността (фугасността) на взривното вещество в лабораториите за взривни вещества. Оловната бомба се произвежда от олово чрез леене. Също така е позната с името бомба на Трауцел.

## Стандарт за производство
В Русия и бившия СССР оловната бомба се произвежда по стандарта ГОСТ 4546 – 48.
Размери:
- Височина: 200 mm.
- Диаметър външен: 200 mm.
- Диаметър на канала: 25 mm.
- Дълбочина на канала: 125 mm.

## Измерване на работоспособността на ВВ чрез оловна бомба
Образец с тегло 10 грама от заряд взривно вещество (ВВ) (с точност до 0,01 грама) се поставя в хартиена гилза. Отгоре се поставя картонен кръг с отвор за капсул-детонатор или електродетонатор. След това с помощта на бронзов пуансон, имащ на края си издатина с формата на капсул-детонатора, изпитваното ВВ се уплътнява до получаване на приетата плътност. В отвора на патрона се поставя капсул-детонаторът с парче огнепроводен шнур или електродетонаторът.
Подготвеният по този начин заряд ВВ внимателно се натъпква с дървена пръчка до дъното на канала на бомбата. Останалото свободно пространство се засипва с кварцов пясък без уплътняване. След това се произвежда взрив на изпитваното ВВ. Каналът на оловната бомба се разширява под действието на продуктите на взрива и приема крушовидна форма. Образуваното разширение на канала на бомбата се измерва с вода с помощта на мерен цилиндричен обем с вместимост 500 cm³. Разликата между обема на канала преди и след взрива изразява численото значение на работоспособността на ВВ в ml или cm³.